# Ames (Texas)
Ames é uma cidade localizada no estado norte-americano de Texas, no Condado de Liberty.

## Demografia
Segundo o censo norte-americano de 2000, a sua população era de 1079 habitantes. 
Em 2006, foi estimada uma população de 1147, um aumento de 68 (6.3%).

## Geografia
De acordo com o United States Census Bureau tem uma área de 
8,2 km², dos quais 8,2 km² cobertos por terra e 0,0 km² cobertos por água.

## Localidades na vizinhança
O diagrama seguinte representa as localidades num raio de 16 km ao redor de Ames. 